# Russell (cratera marciana)
Russell é uma cratera de impacto no quadrângulo de Noachis, em Marte. Ela se localiza a 54.9º latitude sul e 347.6° longitude oeste, possui 139.7 km de diâmetro e recebeu este nome em honra a Henry Norris Russell (1877-1957), um astrônomo americano.

## Rastros de redemoinho
Muitas áreas de Marte, incluindo a cratera Russel, experimentam a passagem de redemoinhos gigantes. Uma fina cobertura de poeira clara cobre a maior parte da superfície de Marte. Com a passagem de um redemoinho essa cobertura é soprada expondo a camada escura à superfície. Estes redemoinhos têm sido avistados desde o solo até a órbita. Eles até mesmo limparam a poeira dos painéis solares dos dois rovers em Marte, desse modo prolongando suas vidas úteis.  Os rovers gêmeos foram desenvolvidos para durar três meses, mas eles têm durado cinco anos e ainda estão em atividade. Foi observado que o padrão das riscas muda a cada poucos meses.